# Eros Maddy
Eros Maddy, né le 5 février 2001 à Woerden aux Pays-Bas, est un footballeur néerlandais qui joue au poste d'ailier à l'AJ Auxerre.

## Carrière en club

### Ajax Amsterdam
Il a fait ses débuts en Eerste Divisie pour le Jong Ajax le 20 novembre 2018 lors d'un match contre le Jong FC Utrecht en remplacement de Sebastian Pasquali à la 60e minute.

### Helmond Sport
Le 13 juillet 2022, Maddy signe un contrat de deux ans avec une option pour une saison supplémentaire avec Helmond Sport. Il a fait ses débuts en compétitions avec le club le 5 août 2022, lors de la première journée de la saison 2022-23 d'Eerste Divisie, remplaçant Peter van Ooijen à la 74e minute.

### AJ Auxerre
Le 25 juillet 2023, Maddy s'engage à l'AJ Auxerre en France pour un contrat de trois ans, avec une quatrième année en option. Avec 23 rencontres en Ligue 2 lors de la saison 2023-2024, il remporte avec l'AJ Auxerre le titre de Champion de France de Ligue 2.

## Vie personnelle
Né aux Pays-Bas, Maddy est d'origine surinamienne et sierra-léonaise.

## Palmarès

### En club
AJ Auxerre
- Champion de France de Ligue 2 : 2023-24 [8],[9].